# 2015
2015（二千十五、にせんじゅうご）は、自然数また整数において、2014の次で2016の前の数である。

## 性質
- 2015は合成数であり、約数は 1, 5, 13, 31, 65, 155, 403, 2015 である。
  - 約数の和は2688。
  - 約数の個数が3連続 (2013, 2014, 2015) で同じになる39番目の数である。最大の数の1つ前は1983、次は2056。
- 素因数分解すると 13 × 5 × 31 となり、回文となっている。
- 1/2015 = 0.0004962779156327543424317617866… (下線部は循環節で長さは30)
  - 逆数が循環小数になる数で循環節が30になる45番目の数である。1つ前は1953、次は2046。
- 307番目の楔数である。1つ前は2014、次は2022。
  - 2013, 2014, 2015 と3連続楔数となる3番目の最大の数である。最大の数の1つ前は1887、次は2667。
- 各位の和が8になる83番目の数である。1つ前は2006、次は2024。
- 2015 = 53 + 63 + 73 + 113
  - 4つの正の数の立方数の和で表せる628番目の数である。1つ前は2009、次は2016。(オンライン整数列大辞典の数列 A003327)
- 連続する5個の素数の和で表せる77番目の数である。1つ前は1979、次は2047。(オンライン整数列大辞典の数列 A034964)
2015 = 389 + 397 + 401 + 409 + 419
- 2015 = 133 − 132 − 13
  - n = 13 のときの n3 − n2 − n の値とみたとき1つ前は1572、次は2534。(オンライン整数列大辞典の数列 A152015)

## その他 2015 に関連すること
- 西暦2015年